# John McCrae
O tenente-coronel John McCrae (30 de novembro de 1872 - 28 de janeiro de 1918) foi um poeta, médico, autor, artista e soldado canadense durante a Primeira Guerra Mundial e cirurgião durante a Segunda Batalha de Ypres, na Bélgica. Ele é mais conhecido por escrever o famoso poema memorial de guerra "In Flanders Fields". McCrae morreu de pneumonia perto do fim da guerra.
McCrae nasceu em McCrae House em Guelph, Ontário, filho do tenente-coronel David McCrae e Janet Simpson Eckford; ele era neto de imigrantes escoceses de Balmaghie, Kirkcudbrightshire. Seu pai tinha estado em ação durante os ataques fenianos e era membro do conselho da cidade de Guelph e diretor da The North American Life Assurance Company. Seu irmão, Dr. Thomas McCrae, tornou-se professor de medicina na Johns Hopkins Medical School em Baltimore e associado próximo de Sir William Osler. Sua irmã Geills casou-se com James Kilgour, um juiz da Corte de King's Bench de Manitoba, e mudou-se para Winnipeg.